# Itzstedt
Itzstedt là một đô thị ở huyện Segeberg, bang Schleswig-Holstein Segeberg, ở bang Schleswig-Holstein, Đức. Đô thị Itzstedt có diện tích 7,13 km², dân số thời điểm ngày 31 tháng 12 năm 2006 là 2230 người. Đô thị này có cự ly khoảng 32 km về phía đông bắc Hamburg, và 17 km về phía tây nam Bad Segeberg.
Itzstedt là thủ phủ của Amt ("đô thị tập thể") Itzstedt.